# Kölleda
Kölleda (pronunciación en alemán: /ˈkœleda/ⓘ) es un municipio situado en el distrito de Sömmerda, en el estado federado de Turingia (Alemania), a una altitud de 140 metros. Su población a finales de 2016 era de unos 6000 habitantes y su densidad poblacional, 86 hab/km².
Se encuentra ubicado al norte de las ciudades de Erfurt —la capital del estado— y Weimar, y a poca distancia al oeste de la frontera con el estado de Sajonia-Anhalt.